# HD 16825
HD 16825，又名BD-15 478，SAO 148550、HR 796，是一颗恒星，视星等为5.98，位于銀經192.38，銀緯-61.45，其B1900.0坐标为赤經2h 36m 49.4s，赤緯-14° -61.45′ 43″。